# Console Wars
A Guerra Dos Consoles - Sega, Nintendo e A Batalha Que Definiu Uma Geração (original em inglês: Console Wars) é um livro de não-ficção escrito por Blake J. Harris. O livro acompanha o empresário Tom Kalinske em sua aventura como CEO da empresa de videogame Sega of America e detalha a história da feroz competição comercial entre a Sega e a Nintendo ao longo da década de 1990, bem como os conflitos internos que ocorreram entre a Sega of America e a Sega of Japan.
Harris escreveu o livro no estilo de um romance, compilando várias entrevistas com pessoas que estavam envolvidas nos eventos, usando as informações coletadas para criar uma interpretação dramática dos eventos. Uma adaptação cinematográfica do livro, chamada A Guerra dos Consoles, foi anunciada em fevereiro de 2014 e lançada em 23 de setembro de 2020.

## Críticas
Resenhando para The A.V. Clube, John Teti deu ao livro uma nota "C", criticando as seções do diálogo: "Os atos de Harris de bordar arrastam Consoles Wars para baixo", mas também afirmando que "a inovação e trapaça corporativa do confronto Sega-Nintendo é tão divertido que a prosa funcional de Harris ainda conta uma história animada ". Frank Cifaldi, do Kotaku, teve críticas semelhantes, mas elogiou o nível de pesquisa que o livro fez.
O New York Times, o Daily Telegraph e o The Independent deram críticas negativas, citando o diálogo como a falha fatal. Chris Suellentrop, do The New York Times, observou que "o diálogo reconstruído pode ser artificial e falso".
Uma crítica positiva veio da Wired, com Chris Kohler escrevendo "Console Wars se encaixa perfeitamente na biblioteca previamente existente de livros de história que cobrem a indústria de jogos"

## Adaptações para outras mídias

### Televisão
Harris teve o apoio de Seth Rogen e Evan Goldberg enquanto escrevia o livro, os quais contribuíram para o prefácio do livro. Em 2014, Rogen declarou que estava interessado em transformar o livro em um filme da Sony Pictures, e já havia garantido os direitos de Harris. Em novembro de 2018, este projeto fez a transição para se tornar uma série de televisão limitada a ser produzida pela Legendary Pictures, com Rogen e Goldberg atuando como produtores executivos de sua produtora, Point Gray Pictures. Jordan Vogt-Roberts foi escalado para dirigir. A série foi escolhida pela CBS para ser transmitida por meio de seu serviço CBS All Access, juntamente com o documentário A Guerra dos Consoles.

### Documentário
Em 2016, os produtores de The Gamechangers da BBC garantiram os direitos da Sony Pictures para desenvolver um documentário para televisão inspirado no livro, como parte de uma série de documentários baseados na cultura dos videogames. Em 2019, o projeto mudou para o CBS All Access. Era para estrear no evento SXSW em março de 2020, mas devido à pandemia COVID-19, o evento SXSW foi cancelado. O documentário, intitulado A Guerra dos Consoles, foi transmitido pela CBS All Access em 23 de setembro de 2020.